# Jesús López Cobos
Pour les articles homonymes, voir López et Cobos.
 (mars 2018).
Si vous disposez d'ouvrages ou d'articles de référence ou si vous connaissez des sites web de qualité traitant du thème abordé ici, merci de compléter l'article en donnant les références utiles à sa vérifiabilité et en les liant à la section « Notes et références ».
Jesús López Cobos, né le 25 février 1940 à Toro, province de Zamora (Castille-et-León) et mort le 2 mars 2018 à Berlin, est un chef d'orchestre espagnol.

## Biographie
Jesús López Cobos prend goût à la musique dans un milieu familial qu'il décrit comme musicophile, et commence à chanter dans des chœurs de Malaga, ville où il réside depuis ses 6 ans. Il se distingue notamment dans le chant grégorien, qu'il apprivoise lors d'un séminaire de prêtres qu'il fréquente entre 10 et 16 ans. Il abandonne par la suite la théologie pour se consacrer à la philosophie et à la musique, puisqu'il dirige les chœurs de l'Université de Madrid. Docteur en philosophie de l'Université Complutense de Madrid, il se tourne ensuite vers la direction d'orchestre, qu'il étudie avec Franco Ferrara, puis avec Hans Swarowsky, à Vienne, en 1966. Deux ans plus tard, il gagne la première mention au Concours de Besançon et le premier prix au concours de Copenhague, et fait ses débuts en tant que chef d'orchestre au Théâtre La Fenice de Venise.
Sa carrière se partage entre l'Europe et les États-Unis. Il enchaîne les collaborations à travers le monde dans les années 1970. Il dirige régulièrement l'Orchestre philharmonique de Los Angeles. Puis, en 1981, il devient le principal chef invité de l'orchestre philharmonique de Londres pendant 6 ans et se pose simultanément à Berlin : il devient le Generalmusikdirektor du Deutsche Oper avec lequel il collabore régulièrement depuis 1971. En parallèle, il occupe brièvement le poste de chef principal de l'Orchestre national d'Espagne entre 1984 et 1988, ainsi que le poste de directeur musical de l'Orchestre symphonique de Cincinnati de 1986 à 2000.
Il emmène l'Orchestre symphonique de Cincinnati dans des tournées mondiales, en Asie en 1990 et en Europe en 1995. Il dirige aussi régulièrement l'Orchestre français des jeunes entre 1998 et 2004. Il dirige également l'Orchestre de la Suisse romande dès les années 1970 et, lorsqu'il quitte le Deutsche Oper, il s'installe à Lutry pour reprendre le poste de directeur artistique de l'Orchestre de chambre de Lausanne (OCL) et dirige l'Orchestre français des jeunes, la formation école française, de 1998 à 2000, puis à nouveau en 2004. Il œuvre entre autres au rattachement exclusif de l'institution à la salle Métropole de la ville de Lausanne, et est un acteur majeur du développement de l'OCL dans les années 1990. À la suite de son départ en 2000, il reste un invité privilégié de l'OCL, tout comme des différents orchestres qu'il a conduit.
Dès la saison 2010-2011, il rejoint son Espagne natale et devient le principal chef invité de l'Orchestre symphonique de Galice en résidence au palais de l'Opéra de La Corogne.
À partir de 2002, il occupe le poste de directeur musical de l'Orchestre symphonique de Madrid, en résidence au Teatro Real.

## Récompenses
En 1968, Jesús López Cobos remporte la Première mention au Concours de Besançon.
En 1981, il est le premier récipiendaire du Prix Princesse des Asturies nouvellement créé.
En 2000, il reçoit la Médaille d'or du mérite des beaux-arts par le Ministère de l'Éducation, de la Culture et des Sports.